# Vers une architecture

Vers une architecture est un recueil d'essais écrits par Le Corbusier. Ces essais, qui étaient d'abord parus dans la revue « L'Esprit Nouveau », exposent les théories du Corbusier promouvant une architecture contemporaine. À mots comptés, il épouse la cause d'une architecture cherchant la vérité de son époque, visant à établir une production architecturale propre à son temps plutôt que de se soumettre aux diktats des styles classique et renaissant obsolètes. On y comprend également que l'architecture antique grecque était une grande source d'inspiration de l'architecte. On y retrouve notamment les concepts du tracé régulateur et du plan libre. Les cinq points de l'architecture moderne sont évoqués.
Publié en 1923, Vers une architecture demeure un des textes-manifestes du Mouvement moderne. Le critique architectural Reyner Banham le considère comme « le seul écrit sur l'architecture qui sera classé parmi les grandes œuvres littéraires du XXe siècle ».